# Böserscheidegg
Böserscheidegg (westallgäuerisch: Besəschoidegg) ist ein Gemeindeteil des Markts Scheidegg im bayerisch-schwäbischen Landkreis Lindau (Bodensee).

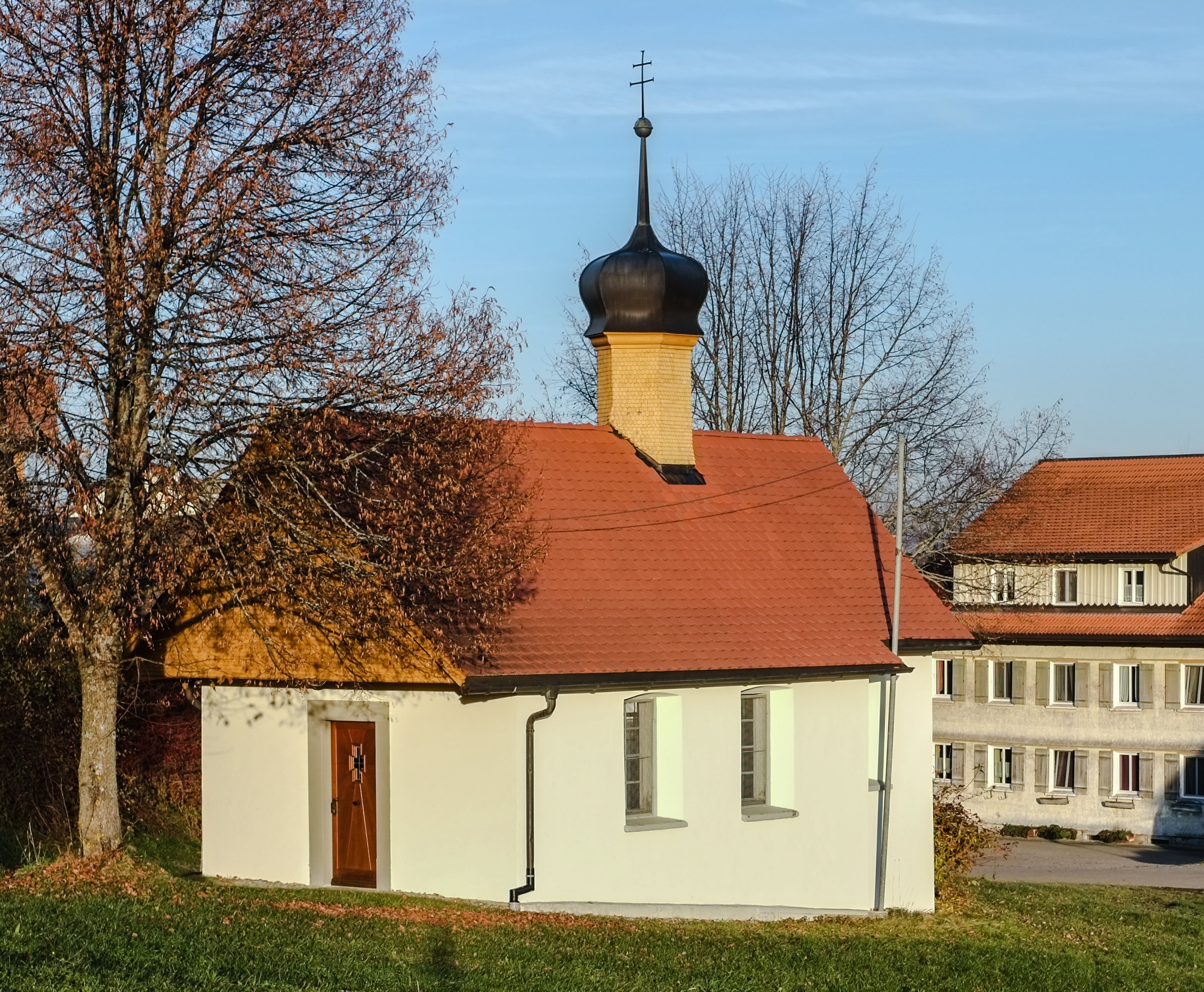
Kapelle St. Antonius in Böserscheidegg

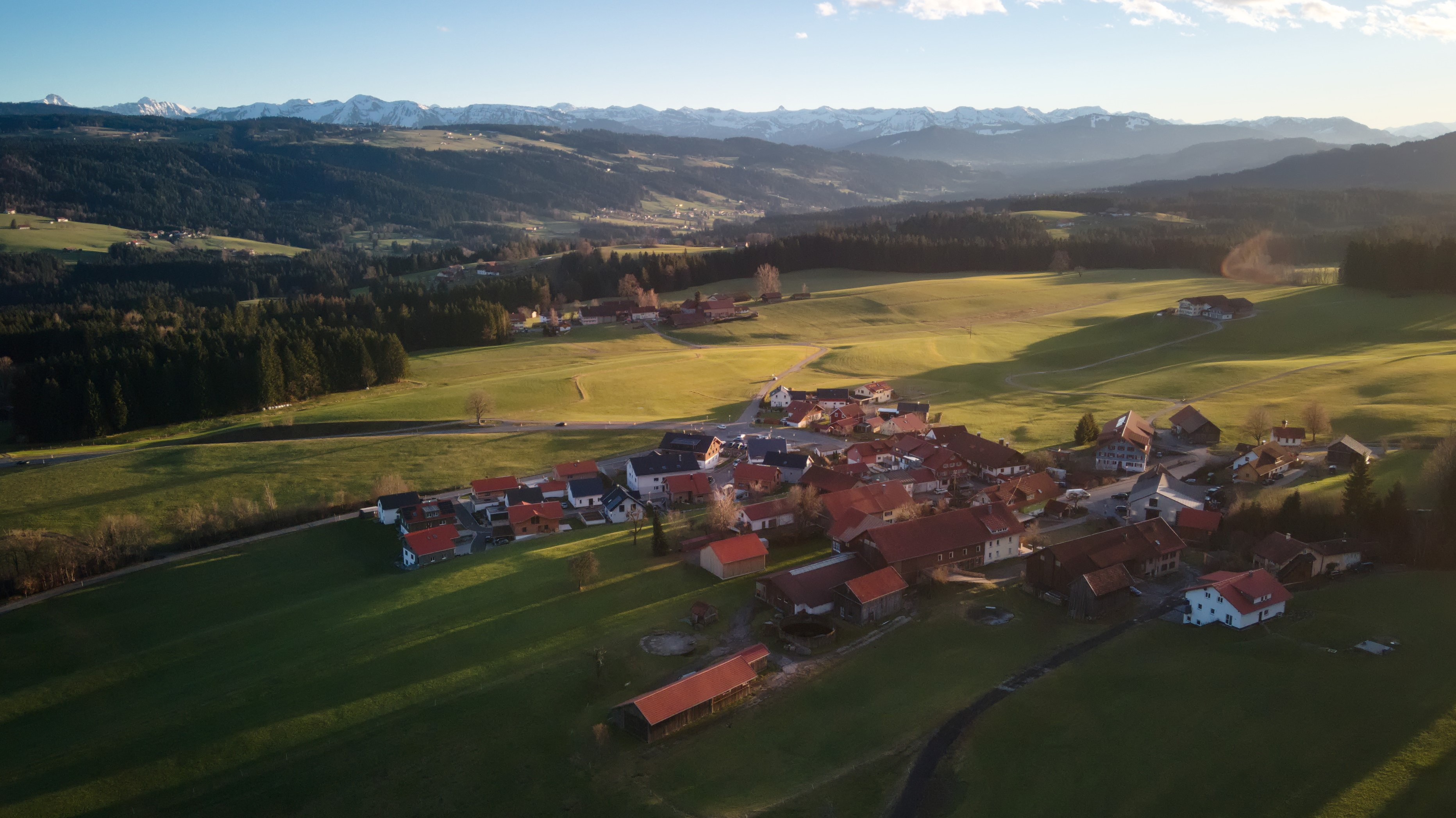
Gemeindeteil Böserscheidegg des Markts Scheidegg

## Geographie
Das Dorf liegt circa zwei Kilometer östlich des Hauptorts Scheidegg und zählt zur Region Westallgäu.

## Ortsname
Es wird angenommen, dass Böserscheidegg ursprünglich Scheidegg hieß und mit der Benennung des heutigen Scheideggs, der Ort den Zusatz Böser- erhielt. Der Zusatz stammt vom mittelhochdeutschen Wort „boese“, was klein, minderwertig oder schlecht bedeutet. Das Bestimmungswort Scheid- stammt vom mittelhochdeutschen Wort scheit für Scheidung oder Trennung. Dies könnte auf den Grenzverlauf zwischen Argengau und Alpgau, der Trennung von St. Gallus und St. Mang oder die Begleitung St. Galler Mönche bis hierher hindeuten. Das Grundwort -egg stammt vom mittelhochdeutschen Wort egg bzw. ecke, was Spitze, hervorstehende Felsnase bedeutet.

## Geschichte
Böserscheidegg wurde erstmals im Jahr 1475 urkundlich erwähnt. Im Jahr 1710 wurde die Kapelle St. Antonius im Ort gebaut. 1771 fand die Vereinödung in Böserscheidegg statt. 1896 wurde die Sennereigenossenschaft Böserscheidegg gegründet.

## Baudenkmäler
Siehe: Liste der Baudenkmäler in Böserscheidegg